# 錫古斯區
36°07′00″N 6°47′00″E / 36.1167°N 6.7833°E
錫古斯區（阿拉伯语：‎），是阿爾及利亞的行政區，位於該國東北部，由烏姆布瓦吉省負責管轄，首府設於錫古斯，面積372平方公里，2008年人口28,014，人口密度每平方公里75人。